# Linces de Tlaxcala
Linces de Tlaxcala ist ein Fußballverein aus der Stadt Tlaxcala im gleichnamigen mexikanischen Bundesstaat Tlaxcala.
Der Verein wurde 2013 gegründet, um in der Saison 2013/14 an der drittklassigen Segunda División teilzunehmen. Dort gewann die neu zusammengestellte Mannschaft auf Anhieb die Hinrundenmeisterschaft der Liga de Ascenso in der Apertura 2013 und qualifizierte sich somit für das Gesamtsaison- und Aufstiegsfinale gegen den späteren Meister der Rückrunde (Clausura 2014). Dieses wurde gegen Atlético Coatzacoalcos verloren, so dass der Aufstieg in die zweite Liga verpasst wurde.